# Oncidium zappii
Oncidium zappii é uma espécie epífita com pseudobulbos ovóides e compridos lateralmente, com 4 centímetros de altura, portando duas ou três folhas lanceoladas, de cor verde-escuro e 15 centímetros de comprimento. Inflorescências que surgem da base dos pseudobulbos são pouco ramificadas e atingem 18 centímetros de comprimento, portando de 6 a 10 flores. Flor de 3 centímetros de diâmetro, com pétalas e sépalas de cor castanha, com algumas máculas amarelas nas suas bordas. Labelo da mesma cor, com vistosa mancha de cor vermelho-sanguíneo na sua parte central. Floresce no inverno e gosta de locais sombrios.